# Little Talks
"Little Talks" – pierwszy singel islandzkiej indie folkowej grupy Of Monsters and Men z ich debiutanckiego albumu studyjnego zatytułowanego My Head Is an Animal. W sierpniu singel zagrany został w amerykańskim radiu Radio 104.5, gdzie został dobrze odebrany przez krytyków muzycznych. Do utworu nakręcono także teledysk, którego reżyserią zajął się Mihai Wilson. Singel pojawił się także na minialbumie zespołu, zatytułowanym Into the Woods.

## Notowania
| Lista (2011)                            | Najwyższa pozycja |
| --------------------------------------- | ----------------- |
| Austria (Ö3 Austria Top 40)             | 9                 |
| Belgia (Flandria) (Ultratop 50 Singles) | 3                 |
| Belgia (Wallonia) (Ultratop 50 Singles) | 11                |
| Francja (Top 200 Singles)               | 86                |
| Holandia (Single Top 100)               | 16                |
| Kanada (Billboard Canadian Hot 100)     | 55                |
| Niemcy (Top 100 Singles)                | 5                 |
| Polska (AirPlay – Top)                  | 4                 |
| Szwajcaria (Singles Top 100)            | 29                |
| Szwecja (Top 60 Singles)                | 42                |
| Stany Zjednoczone (Hot 100)             | 49                |
| Stany Zjednoczone (Alternative Songs)   | 1                 |